# Episodi di Vice Principals (seconda stagione)
La seconda e ultima stagione della serie televisiva Vice Principals, composta da 9 episodi, è stata trasmessa negli Stati Uniti dall'emittente HBO dal 17 settembre al 12 novembre 2017.
In Italia, l'intera stagione è stata resa disponibile il 7 giugno 2018 su Sky Box Sets.
| nº | Titolo originale                      | Titolo italiano              | Prima TV USA      | Pubblicazione Italia |
| -- | ------------------------------------- | ---------------------------- | ----------------- | -------------------- |
| 1  | Tiger Town                            | La città delle tigri         | 17 settembre 2017 | 7 giugno 2018        |
| 2  | Slaughter                             | Il macellaio                 | 24 settembre 2017 | 7 giugno 2018        |
| 3  | The King                              | Il re                        | 1º ottobre 2017   | 7 giugno 2018        |
| 4  | Think Change                          | Altra scelta                 | 8 ottobre 2017    | 7 giugno 2018        |
| 5  | A Compassionate Man                   | Un uomo compassionevole      | 15 ottobre 2017   | 7 giugno 2018        |
| 6  | The Most Popular Boy                  | Il più popolare della scuola | 22 ottobre 2017   | 7 giugno 2018        |
| 7  | Spring Break                          | Vacanze di primavera         | 29 ottobre 2017   | 7 giugno 2018        |
| 8  | Venetian Nights                       | Il diario segreto            | 5 novembre 2017   | 7 giugno 2018        |
| 9  | The Union of the Wizard & The Warrior | Il mago e il guerriero       | 12 novembre 2017  | 7 giugno 2018        |